# فرانکلین کلارنس مارس
فرانکلین کلارنس مارس (به انگلیسی: Franklin Clarence Mars) (زاده ۲۴ سپتامبر ۱۸۸۳ - درگذشته ۸ آوریل ۱۹۳۴) که بنام فرانک سی. مارس شناخته می‌شود، بازرگان و کارآفرین آمریکایی بود، که در سال ۱۹۱۱ شرکت مواد غذایی مارس اینکورپوریتد را در شهر تاکوما، واشینگتن تأسیس نمود. شرکت مارس هم‌اکنون در رتبه سوم از بزرگترین شرکت‌های خصوصی ایالات متحده آمریکا، قرار دارد.